# Arquitectura art déco en Shanghái

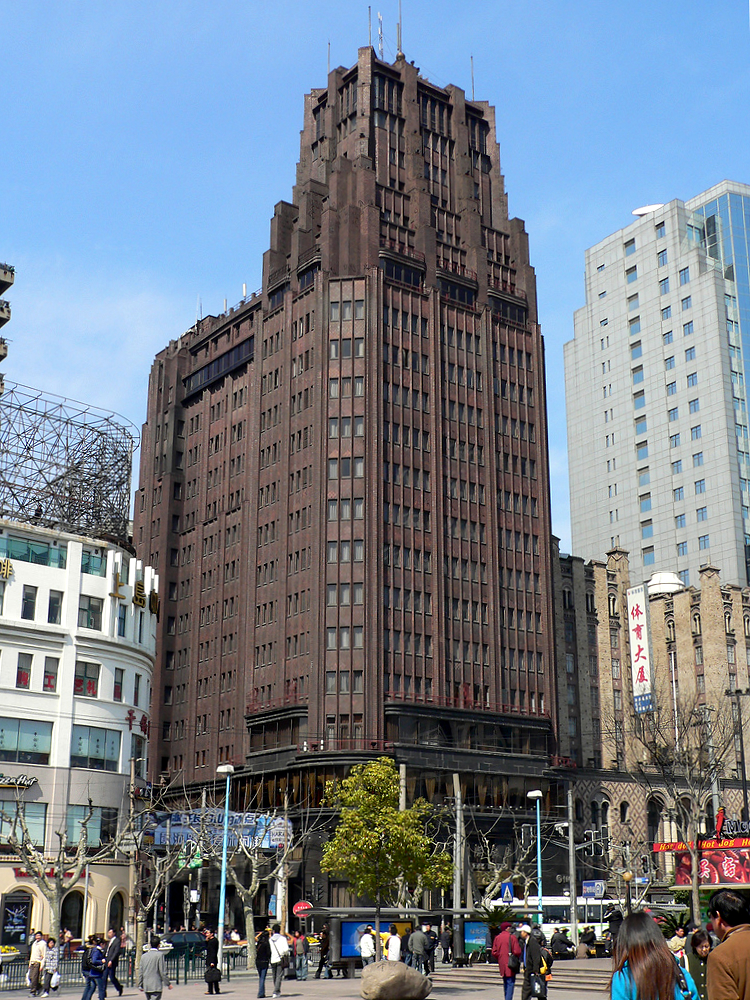
El Park Hotel, del arquitecto László Hudec, fue construido en 1934.

La arquitectura art déco en Shanghái se desarrolló en la década de 1920, principalmente en el Bund.

## Historia
De 1920 a 1940, Shanghái acogió la arquitectura moderna que utiliza una tecnología de vanguardia con atención al detalle decorativo. Esta, impulsada por un «capitalismo occidental en declive», se desarrolla en el Bund —la orilla de los extranjeros— en el corazón de la Concesión Internacional de Shanghái. En este marco se desarrolla la arquitectura art déco en Shanghái.
Para el arquitecto Buff Spencer Dodington, que vivió dieciséis años en Shanghái, la ciudad experimentó a principios del siglo XX, expansiones comerciales, económicas y demográficas, muy importantes. Es por eso que las partes occidentales, como la antigua colonia internacional y la antigua concesión francesa, presentan una multitud de edificios art déco. Dodington señala que el art decó de Shanghái es único porque se han incorporado elementos del diseño tradicional chino en la paleta del art déco occidental. Debido a que es un estilo de construcción que invoca la simetría, el art decó armoniza particularmente bien con el Feng Shui, haciéndolo popular en la cultura china.
En Nueva York, la mayoría de los edificios art déco de la ciudad son monumentales y comerciales, y el edificio Chrysler y el Empire State Building se encuentran entre los ejemplos más famosos. Una de las mayores diferencias entre el art déco en Shanghái y Nueva York es que no hubo una gran crisis financiera en la ciudad china que detuviera la construcción de edificios de ese estilo.

## Realización
Mientras que Shanghái es conocida como el «París de China», en las dos décadas de 1920 y 1930 se construyeron varios edificios de estilo art déco. Fueron obra, primero, de arquitectos occidentales y luego de arquitectos chinos que regresan de su formación en el extranjero, principalmente de los Estados Unidos. Las obras art déco, nacidas en Francia, son reemplazadas por el American Art Déco Style, Jazzy Style, luego las adaptaciones libres de estos dos movimientos arquitectónicos dan un estilo decorativo local, el Haipai o Shanghai Art Déco.
El Cercle Sportif Français construido en 1925 es una obra de los arquitectos franceses Paul Veysseyre y Alexandre Léonard. El edificio albergaba una piscina, similar al Molitor y el salón de baile donde Mao Zedong disfrutaba bailar todavía existe. Ambos arquitectos también crearon varios edificios art déco dentro de la concesión francesa de Shanghái.